# Джордж Ганґерфорд
Джордж Ганґерфорд (англ. George Hungerford, 2 січня 1944) — канадський академічний веслувальник.
Олімпійський чемпіон 1964 року в складі розпашної двійки без стернового.